# Svenska mästerskapen i längdskidåkning 1930
Svenska mästerskapen i längdskidåkning 1930 arrangerades i Arvika.

## Medaljörer, resultat

### Herrar
| Gren             | Guld            | Guld           | Silver          | Silver         | Brons             | Brons          |
| 15 km            | Inga tävlingar  | Inga tävlingar | Inga tävlingar  | Inga tävlingar | Inga tävlingar    | Inga tävlingar |
| 30 km            | Sven Utterström | Bodens BK      | John Lindgren   | Lycksele IF    | Hjalmar Bergström | Sandviks IK    |
| 50 km            | John Lindgren   | Lycksele IF    | Sven Utterström | Bodens BK      | Arvid Alm         | Skellefteå IF  |
| Lagtävling 15 km | Inga tävlingar  | Inga tävlingar | Inga tävlingar  | Inga tävlingar | Inga tävlingar    | Inga tävlingar |
| Lagtävling 30 km | Skellefteå IF   | Skellefteå IF  |                 |                |                   |                |
| Lagtävling 50 km | Skellefteå IF   | Skellefteå IF  |                 |                |                   |                |

### Damer
| Gren             | Guld           | Guld           | Silver          | Silver | Brons           | Brons       |
| 10 km            | Hilda Rehnberg | Arvidsjaurs IF | Elin Henriksson | Mora   | Margit Franklin | Lycksele IF |
| Lagtävling 10 km |                |                |                 |        |                 |             |

### Webbkällor
- Svenska Skidförbundet